# Junyo (schip, 1942)
De Junyo (Japans: 隼鷹, junyō) was een Japans vliegdekschip. Samen met de Hiyo werd ze in 1939 als luxe cruiseschepen in gebruik genomen en bij het begin van de Tweede Wereldoorlog omgevormd tot vliegdekschepen die 1942 afgewerkt waren. Zowel de Junyo als de Hiyo waren nagenoeg constant betrokken bij de gevechten in de Stille Oceaan. De Junyo werd kort na het zinken van de Hiyo (20 juni 1944) voorzien van extra 25-mm luchtafweergeschut en 5-inch raketlanceerders. De Junyo overleefde de Tweede Wereldoorlog weliswaar, maar was beschadigd, werd ontmanteld en in 1947 als schroot verwerkt.